# Chondrodysplasie métaphysaire de McKusick
La chondrodysplasie métaphysaire de McKusick, aussi nommé hypoplasie cartilage-cheveux, est un nanisme  reconnaissable dès la naissance. Cette pathologie fait partie des maladies de l'héritage finlandais bien que les premiers cas décrits soient dans la population Amish.
Outre le nanisme, il existe un défaut de l'extension du coude, des déformations de la paroi thoracique, un genu varum et une distance anormale entre le tibia et le péroné. Les doigts présentaient un écart important et les ongles raccourcis. Les cheveux sont fins, peu abondants et de couleur claire. Le déficit immunologique est important, responsable d'une mortalité importante notamment en cas d'infection par la varicelle responsable de pneumopathie mortelle. 
Les individus atteints ont un risque augmenté de cancer de la peau et de lymphome.

## Sources
- (en) Online Mendelian Inheritance in Man, OMIM (TM). Johns Hopkins University, Baltimore, MD. MIM Number:605899